# La Valla-en-Gier
La Valla-en-Gier é uma comuna francesa na região administrativa de Auvérnia-Ródano-Alpes, no departamento de Loire. Estende-se por uma área de 34,78 km². Em 2010 a comuna tinha 1 091 habitantes (densidade: 31,4 hab./km²).